# Sombras de una vieja raza
Sombras de una vieja raza es una novela de aventuras y vampiros del autor español Alejandro Guardiola Refoyo, publicada en el año 2009. La novela describe una antigua guerra entre vampiros al mismo tiempo que el conflicto moral del protagonista desde su conversión en vampiro hasta las noches modernas, cuando trata de recuperar su humanidad. La novela ofrece muchos elementos similares a los del juego de rol Vampiro: la mascarada, como las guerras periódicas entre jóvenes y antiguos, el orden tiránico y feudal, el conflicto entre los instintos monstruosos y la humanidad, etc.
Sombras de una vieja raza resultó finalista en la tercera edición del Premio Minotauro.

## Sinopsis
El vampiro Meliot, que ha conseguido establecer un círculo de amigos estables al mismo tiempo que busca una forma de recuperar su humanidad perdida se encuentra en medio de un conflicto entre los antiguos y los jóvenes de la Vieja Raza de los vampiros, que están a punto de batirse en una nueva batalla fratricida.
Los renegados están causando desórdenes y causando alborotos en el nombre de Meliot; éste es convocado por los tiránicos y poderosos antiguos que le encargan descubrir quién está causando los desórdenes. Meliot es una especie de Príncipe rebelde, que ha rechazado el poder que le fue entregado por sus pares, pese a lo cual es respetado.
Paralelamente a la acción principal, que transcurre en el presente en una ciudad indeterminada, se cuentan los orígenes de Meliot, como un joven humilde de un lugar apartado que se une a los ejércitos de su señor feudal, consiguiendo amigos y enemigos hasta su conversión en vampiro.